# Mortjärnarna (Hede socken, Härjedalen, 692605-136216)
Mortjärnarna är en sjö i Härjedalens kommun i Härjedalen och ingår i Ljusnans huvudavrinningsområde.